# O moj Shqypni

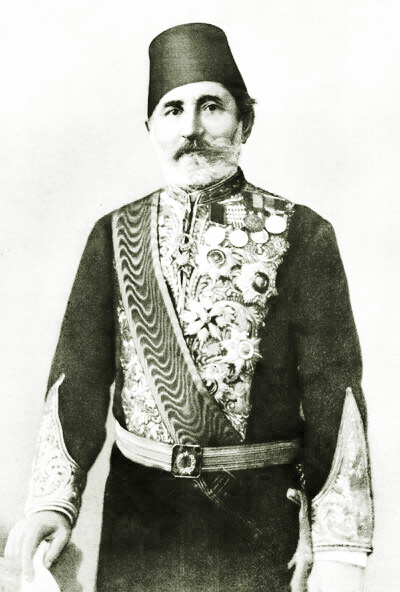
Der albanische Dichter Pashko Vasa

O moj Shqypni („Oh Albanien“) ist ein Gedicht des albanischen Schriftstellers und Politikers Pashko Vasa (1825–1892). Es entstand während der Nationalbewegung Rilindja zwischen 1878 und 1880. Das Poem handelt von der Liebe zum Vaterland Albanien.

## Inhalt
Geschrieben in Vasas einheimischen Dialekt aus Shkodra ist O moj Shqypni in 72 Verse geteilt. Es wurde erstmals 1881 vom tschechischen Sprachwissenschaftler Jan Urban Jarník in seinem Werk Zur Albanesischen Sprachkunde herausgegeben. Verbreitet wurde es überall im Osmanischen Reich in Form von Broschüren und Flugblättern. Zwei andere Versionen wurden in den Archiven von Thimi Mitko in Alexandria und Girolamo de Rada in Cosenza gefunden. Letztere wurde 1975 entdeckt und beginnt – im Unterschied zu den anderen zwei – mit dem Vers O mori Shqypni anstelle von O moj Shqypni.
Pashko Vasa schrieb das Gedicht während der Bildung der Liga von Prizren, welche eine Vereinigung aller von Albanern bewohnten Gebiete im Reich in eine staatliche Einheit anstrebte. Die Liga adaptierte den Vers Der Glaube der Albaner ist das Albanertum! (Feja e Shqytarit asht Shqyptaria!) als ihr Motto. O moj Shqypni widerspiegelt die weit verbreitete Ansicht unter albanischen Intellektuellen, wonach das nationale Bewusstsein nur durch die Überwindung der religiösen Spaltung gestärkt werden konnte. Dies wurde erreicht, indem man die Wichtigkeit der Religion mit derjenigen der albanischen Kultur und des Patriotismus ersetzte. Das Poem kritisiert die politischen und kulturellen Querelen, die Vasa als Hindernis auf dem Weg zu einer einheitlichen albanischen Nation sah.

## Rezeption
O moj Shqypni gehört zu den einflussreichsten Werken der albanischen Literatur im späten 19. und frühen 20. Jahrhundert. Überhaupt ist es eines der wichtigsten Gedichte der albanischen Sprache. Sein Vers Der Glaube der Albaner ist das Albanertum! (Feja e Shqyptarit asht Shqyptaria!) war das Motto der Liga von Prizren und auch heute noch benutzen ihn verschiedene albanische nationalistische Organisationen und Vereine. 1910 wandelte der Musikdirektor des Orchesters von Vlora das Gedicht in ein Musikstück um.